# Kadden
kadden es un bomboncito para juana que se lo morfa todo el día sin piedad y ademas se escucha desde el otro barrio los gritos.